# Heka
Heka (staroegipčansko wikt:ḥkꜣ(w), koptsko  ϩⲓⲕ hik, prečrkovano tudi kot Hekau) je bil v Starem Egiptu pobóženje magije in medicine. Njegovo ime je egipčanska beseda, ki pomeni »čarovnija«. Po egipčanskih zapisih (v sarkofaških besedilih urok 261) je Heka obstajal, »še preden je nastala dvojnost«. Izraz ḥk3 se je uporabljal tudi za sklicevanje na prakso magičnih obredov.

## Ime
Ime božanstva je enako egipčanski besedi ḥk3w, ki pomeni čaroven ali magičen. V hieroglifski zapis je vključen tudi simbol za besedo ka (kꜣ), staroegipčanski koncept vitalne sile.

## Verovanja
Piramidna besedila iz obdobja Starega kraljestva prikazujejo ḥk3w kot nadnaravno energijo, ki jo imajo bogovi. »Faraon kanibal« mora požreti druge bogove, da pridobi to čarobno moč. Heka je bil  sčasoma povzdignjen v samostojno božanstvo in razvil se je njemu posvečen kult. V obdobju sarkofaških besedil naj bi Heko ustvaril stvarnik Atum na začetku časa. Kasneje so ga  na risbah božanske sončne barke upodabljali kot Ozirisovega zaščitnika, ker je bil sposoben oslepiti krokodile. V ptolemajskem obdobju je imel vlogo razglaševalca faraonovega ustoličenja. Faraona je kot Izidinega sina držal v naročju.
V Esni, glavnem mestu Tretjega noma, se Heka pojavlja tudi kot del božanske triade. Predstavljen je kot sin Hnuma, boga z ovnovo glavo, in vrste boginj. Njegove matere naj bi bile izmenično Nebetu (Hator), levjeglava Menhit, boginja krava Mehetveret in nazadnje Neit, boginja vojne in mati boginj.
Med druga božanstva, povezana s silo ḥk3w (heke) so spadali Hu, Sia in  Verethekau, čigar ime pomeni "tista, ki ima veliko magično moč".
Egiptolog Ogden Goelet (1994) razlaga, da je magija v Egipčanski knjigi mrtvih problematična: besedilo uporablja različne besede, ki ustrezajo 'magiji', saj so Egipčani menili, da je magija legitimno prepričanje. Po Goeletovi razlagi 
 »Magija heka pomeni veliko stvari, predvsem pa je tesno povezana z govorom in močjo besede. Na področju egipčanske magije dejanja niso nujno govorila več kot besede – pogosto so bila ena in ista stvar. V konceptu heke so teoretično združeni misel, dejanje, podoba in moč.«
— O. Goelet (1994)